# Топорково (Щёлковский район)
Топорково — деревня в городском округе Лосино-Петровский Московской области России.

## Население
| 1852 | 1859 | 1869 | 1899 | 1926 | 2002 | 2006 |
| ---- | ---- | ---- | ---- | ---- | ---- | ---- |
| 330  | ↗455 | ↘289 | ↘155 | ↗357 | ↘107 | ↘67  |
| 2010 |      |      |      |      |      |      |
| ↘63  |      |      |      |      |      |      |

## География
Деревня Топорково расположена на северо-востоке Московской области, в северо-западной части городского округа Лосино-Петровский, примерно в 24 км к северо-востоку от Московской кольцевой автодороги и 10 км к востоку от одноимённой железнодорожной станции города Щёлково.
В 2 км южнее деревни проходит Щёлковское шоссе А103, в 4 км к северо-западу — Фряновское шоссе Р110, в 10 км к северо-востоку — Московское малое кольцо А107. В 1 км к югу протекает река Любосеевка бассейна Клязьмы. Ближайшие населённые пункты — деревни Камшиловка и Улиткино. Расстояние до административного центра - города Лосино-Петровский составляет 9 км.
В деревне пять улиц — Ворошилова, Нагорная, Новая, Озёрная и Центральная, приписано два садоводческих товарищества (СНТ).
Связана автобусным сообщением с городом Москвой.

## История
В XV веке относилась к родовым землям древней дворянской семьи Топорковых.
В середине XIX века относилась ко 2-му стану Богородского уезда Московской губернии и принадлежала коллежскому регистратору Фёдору Фёдоровичу Пантелееву. В деревне было 33 двора, крестьян 159 душ мужского пола и 171 душа женского.
В «Списке населённых мест» 1862 года — владельческая деревня 2-го стана Богородского уезда Московской губернии по левую сторону Стромынского тракта (из Москвы в Киржач), в 24 верстах от уездного города и 5 верстах от становой квартиры, при пруде, с 61 двором и 455 жителями (270 мужчин, 185 женщин).
По данным на 1869 год — деревня Гребневской волости 3-го стана Богородского уезда с 53 дворами, 53 деревянными домами и 289 жителями (126 мужчин, 163 женщины), из которых 26 грамотный. Количество земли составляло 255 десятин, в том числе 129 десятин пахотной. Имелось 12 лошадей и 22 единицы рогатого скота.
В 1913 году — 70 дворов.
По материалам Всесоюзной переписи населения 1926 года — центр Топорковского сельсовета Щёлковской волости Московского уезда в 5,5 км от Анискинского шоссе и 13,5 км от станции Щёлково Северной железной дороги, проживало 357 жителей (168 мужчин, 189 женщин), насчитывалось 71 хозяйство (38 крестьянских).
С 1929 года — населённый пункт Московской области в составе:
- Улиткинского сельсовета Щёлковского района (1929—1954)[20],
- Анискинского сельсовета Щёлковского района (1954—1959, 1960—1963, 1965—1994)[21][22][23],
- Анискинского сельсовета Балашихинского района (1959—1960)[21][24],
- Анискинского сельсовета Мытищинского укрупнённого сельского района (1963—1965)[25],
- Анискинского сельского округа Щёлковского района (1994—2006)[23],
- сельского поселения Анискинское Щёлковского муниципального района (2006 — 2018)[26][27].
- городского округа Лосино-Петровский Московской области (23.05.2018 — н.в.)[2]